# Азовская научно-исследовательская станция
Азовская научно-исследовательская станция (АНИС) (иногда называется Азовская научно-исследовательская экологическая станция) была основана в 1999 году, хотя работы начались в 1996 году. АНИС — совместный проект Московского государственного университета имени М. В. Ломоносова (Россия) и Приазовского государственного технического университета (Украина) — в течение 15 лет проводит исследования на побережьях Азовского, Чёрного и Белого морей.

## Предпосылки создания
Начиная с 1908 года В. И. Вернадский (в то время профессор Московского университета) постоянно проводил огромную работу по организации экспедиций и созданию лабораторной базы по поискам и изучению радиоактивных минералов. В. И. Вернадский был одним из
первых, кто понял огромную важность изучения радиоактивных процессов для всех сторон жизни общества. Ход исследований радиоактивных месторождений был отражён в «Трудах Радиевой
экспедиции Академии наук», в основном это были экспедиции на Урал, в Предуралье, Байкал и Забайкалье, Ферганскую область и Кавказ, но В. И. Вернадский указывал на необходимость подобных исследований в южных регионах, в особенности на побережьях Чёрного и Азовского морей. Он считал, что для успешной работы должны быть организованы постоянные исследовательские станции. Одной из таких станций, ведущей исследования, в том числе и радиоэкологические, на побережьях Азовского, Чёрного и Белого морей, является Азовская научно-исследовательская станция.

## Направления деятельности

### Радиоэкологические исследования
Приоритетными направлениями работы АНИС являются: морские радиоэкологические исследования. Исследование акваторий и побережий осуществляется с привлечением специалистов различных дисциплин. Проводится оценка экологических рисков и разработка мероприятий по их уменьшению, информируется администрация и население прилегающих районов об экологической ситуации. Картируются прибрежные территории с целью освоения природных ископаемых (ториевые и урановые минералы, редкоземельные металлы, природный газ и др.).
АНИС проводит периодические экспедиции по указанным регионам с составлением карт накопления и миграции монацитовых песков.

### Геоморфология и морская геология
Другим направлением АНИС являются геоморфология морских берегов и морская геология, что выражается в изучении изменения берегов, накопления донных отложений и залежей природного и биогаза.

### Возобновляемые источники энергии
Кроме радиоэкологического направления исследований важным в настоящее время, особенно для Украины, являются работы АНИС по возобновляемым источникам энергии. Азовское море представляет собой гигантский природный метановый генератор (грандиозный естественный метантенк), в котором органические отложения посредством метаногенов превращаются в метан. По экспертным оценкам вся акватория Азовского моря выделяет более 100 млрд м3 метана в год, что превышает годовое потребление природного газа всей Украины. Станция разрабатывает технологию добычи биогаза со дна моря.

## Результаты деятельности
```
Создан и поддерживается Интернет-проект 
SECOLOGY
, где указаны места потенциально опасных накоплений 
монацитовых песков
 с рекомендациями для населения.
```

По результатам работы всех приоритетных направлений станции опубликовано более 30 статей в научных журналах и сборниках , а также в средствах массовой информации .
Работа АНИС освещалась на телевизионном канале «Сигма».